# White Shadows
«White Shadows» —en español: «Sombras blancas»— es una canción de la banda británica Coldplay y el tercer sencillo del álbum del año 2005 X&Y. Fue producida por el grupo y por el productor Ken Nelson. En la canción aparecen sintetizadores interpretados por Brian Eno.
En septiembre de 2006, fue anunciado a través de una sección de preguntas y respuestas sobre el grupo en Coldplay.com que "White Shadows" sería el quinto sencillo de X&Y en Australia, haciéndolo el sexto lanzamiento en total de X&Y, luego de los limitados lanzamientos de "The Hardest Part" y "What If". Sin embargo, semanas después, fue informado en la página que "White Shadows" no sería el próximo sencillo. No se dieron razones.
"White Shadows" fue lanzada como sencillo en Latinoamérica en junio de 2007.